# Syddjurs Kommune
Syddjurs Kommune er en kommune i Region Midtjylland efter Kommunalreformen i 2007. Allerede den 15. november 2005 blev kommunalbestyrelsen valgt med socialdemokraten Vilfred Friborg Hansen som formand for sammenlægningsudvalget og kommende borgmester.
Areal: 696.70 km².
Syddjurs Kommune opstod ved sammenlægning af flg.:
- Ebeltoft Kommune
- Midtdjurs Kommune
- Rosenholm Kommune
- Rønde Kommune

## Byer i Syddjurs Kommune
| Kommunens største byer |           |                   |
| Nr                     | By        | Indbyggere (2025) |
| 1                      | Ebeltoft  | 7.287             |
| 2                      | Hornslet  | 6.420             |
| 3                      | Rønde     | 3.328             |
| 4                      | Ryomgård  | 2.743             |
| 5                      | Kolind    | 1.913             |
| 6                      | Mørke     | 1.690             |
| 7                      | Ugelbølle | 1.491             |
| 8                      | Thorsager | 1.387             |
| 9                      | Pindstrup | 719               |
| 10                     | Knebel    | 665               |
| 11                     | Nimtofte  | 582               |
| 12                     | Rodskov   | 481               |
| 13                     | Balle     | 480               |
| 14                     | Feldballe | 462               |
| 15                     | Tirstrup  | 414               |
| 16                     | Vrinners  | 400               |
| 17                     | Lime      | 387               |

Se også Kategorien Byer i Syddjurs Kommune

## Politik

### Valg
| 11 | 2 |  | 2 |  | 8 | 2 |

| 21 | 6 |

| 7 |  | 2 | 6 |  | 9 |  |

| 20 | 7 |

| 7 |  | 5 | 2 | 2 | 8 |  |  |

| 21 | 6 |

| 8 |  |  | 4 | 3 | 8 |  |  |

| 20 | 7 |

| 7 |  | 5 |  | 4 | 7 | 2 |

| 20 | 7 |

| 7 |  | 6 | 4 | 7 | 2 |

| 20 | 7 |

| Navn                                | Parti                                    |
| ----------------------------------- | ---------------------------------------- |
| Michael Stegger Jensen (borgmester) | Socialdemokratiet - 7 mandater           |
| Ole S. Hansen                       | Socialdemokratiet - 7 mandater           |
| Michael Aakjær                      | Socialdemokratiet - 7 mandater           |
| Anita Søholm                        | Socialdemokratiet - 7 mandater           |
| Sidse G. Vangsted                   | Socialdemokratiet - 7 mandater           |
| Jan Fischer                         | Socialdemokratiet - 7 mandater           |
| Casper Grud Nielsen                 | Socialdemokratiet - 7 mandater           |
| Claus Wistoft                       | Venstre - 7 mandater                     |
| Riber Hog Anthonsen                 | Venstre - 7 mandater                     |
| Jørgen Ivar Brus Mikkelsen          | Venstre - 7 mandater                     |
| Christoffer Pedersen                | Venstre - 7 mandater                     |
| Marianne Kirkegaard                 | Venstre - 7 mandater                     |
| Henriette Qvist Eriksen             | Venstre - 7 mandater                     |
| Jens Bjørn Andersen                 | Venstre - 7 mandater                     |
| Tommy Bøgehøj                       | Det Konservative Folkeparti - 5 mandater |
| Kasper Kolstrup Møller              | Det Konservative Folkeparti - 5 mandater |
| Jan Aude                            | Det Konservative Folkeparti - 5 mandater |
| Kirstine Kahr Kvorning              | Det Konservative Folkeparti - 5 mandater |
| Bjørn Jensen                        | Det Konservative Folkeparti - 5 mandater |
| Kirstine Bille                      | Socialistisk Folkeparti - 4 mandater     |
| Kim Lykke Jensen                    | Socialistisk Folkeparti - 4 mandater     |
| Morten Siig Henriksen               | Socialistisk Folkeparti - 4 mandater     |
| Kasper Nissen                       | Socialistisk Folkeparti - 4 mandater     |
| Jesper Yde Knudsen                  | Enhedslisten - 2 mandater                |
| Niels Peter Mortensen               | Enhedslisten - 2 mandater                |
| Heine Skovbak Iversen               | Radikale Venstre - 1 mandat              |
| Laila Sortland                      | Nye Borgerlige - 1 mandat                |

| Navn           | Skiftet fra    | Skiftet til                 | Dato            |
| -------------- | -------------- | --------------------------- | --------------- |
| Laila Sortland | Nye Borgerlige | Løsgænger                   | 26. april 2024  |
| Laila Sortland | Løsgænger      | Det Konservative Folkeparti | 15. august 2024 |

| Udtrådt               | Indtrådt         | Parti        | Dato            |
| --------------------- | ---------------- | ------------ | --------------- |
| Niels Peter Mortensen | Mohammad Steitan | Enhedslisten | 23. august 2023 |

### Borgmestre
| Navn                   | Start          | Slut              | Parti                   |
| ---------------------- | -------------- | ----------------- | ----------------------- |
| Vilfred Friborg Hansen | 1. januar 2007 | 31. december 2009 | Socialdemokratiet       |
| Kirstine Bille         | 1. januar 2010 | 31. december 2013 | Socialistisk Folkeparti |
| Claus Wistoft          | 1. januar 2014 | 31. december 2017 | Venstre                 |
| Ole Bollesen           | 1. januar 2018 | 31. december 2021 | Socialdemokratiet       |
| Michael Stegger Jensen | 1. januar 2022 |                   | Socialdemokratiet       |

## Statistisk kilde
- statistikbanken.dk Danmarks Statistik

56°18′45″N 10°31′15″Ø / 56.3125°N 10.5208°Ø